# Adüton

Adüton elhelyezkedése egy peripterosz templom alaprajzán

Adüton (görögül Αδυτον, latinul: sacrarium) jelentése: legszentségesebb hely, legbelső szentély. Az adüton a nyilvános szertartás ellentéte – a szentélyen belüli misztérium.
Az antik korban épült görög és római templomokban a templom központi részétől elzártan, külön belső szentélyt építettek. Ez a kis cella általában az istenszobor helye volt és ide csak a templom papjai léphettek be. A jóshelyeken azt a természetes, vagy épített sötét barlangot illetve zugot nevezték adütonnak, ahonnak a szózat kihangzott. A mondák szerint Delphoiban, Apollón templomának adütonjában ült Püthia, háromlábú jósszékén és innen közvetítette az isten szavait, amelyet a kérdező papok a hívőknek továbbadtak.
Más Apollón szentélyekben, így az árkádiai Bassae (ma Parlica) és Clarus városában, Délosz szigetén sőt Szicíliában Selinunt templománál lelhető fel ez a cellaszerű szentélyépítési mód.
Később, a bizánci liturgiában az adüton a templomok szentélye.
Néhol az adüton az abaton szinonimájaként jelenik meg.

## Lásd még
- Szentek szentje (Holy of Holies)